# Église Saint-Malachie de New York
L’église Saint-Malachie (anglais : St. Malachy Church) est un édifice religieux catholique située 49 West 23e rue, dépendante de l’archidiocèse de New York, à New York, aux États-Unis. Elle est dédiée à saint Malachie, saint irlandais du XIIe siècle, ami de saint Bernard.
Elle est surnommée l'« église des acteurs » car depuis 1920, de nombreux danseurs, comédiens de théâtre et acteurs de Hollywood en ont été les paroissiens (Gregory Peck, Bob Hope, etc.).

## Histoire
L'église est fondée sous l'épiscopat de Mgr Farley en 1902 avec l'abbé William Daly comme premier curé. L'église et ses dépendances sont construites par Thomas Duff en 1903.
Vers 1920, le Theater District se forme avec des acteurs, des musiciens, des chanteurs et des danseurs qui viennent s'ajouter aux paroissiens habituels d'origine ouvrière. Le curé de l'époque, Mgr Edward Leonard, fait construire en 1920 une chapelle en sous-sol dédiée à saint Genès, le saint patron des acteurs, pour pouvoir célébrer des offices pour ce peuple de la nuit, avec une messe, dont il obtient la permission spéciale de l'archevêque, célébrée à quatre heures du matin.
Saint-Malachie devient bientôt l'église principale du monde de la nuit et de la scène. Le monde entier la connaît lorsque les actualités filmées montrent la foule massée à ses portes pour les funérailles de Rudolph Valentino, et les reportages montrent aussi au public le mariage de Douglas Fairbanks Jr. avec Joan Crawford. Des personnalités du monde du spectacle viennent y prier, ainsi que des acteurs comme Bob Hope, Rosalind Russell, Gregory Peck, Alec Guiness, Spencer Tracy, Fred Allen, ou les amateurs de théâtre et de sport à cause de la proximité du Madison Square Garden, ce qui fait venir du monde dans cette église. Jusqu'à la fin des années 1960, avant les changements moraux et sociétaux, l'assistance mensuelle cumulée aux messes dominicales était de 16 000 personnes en moyenne ! Le carillon sonnait There's No Business Like Show Business.
À partir des années 1968, la population du quartier change à cause des théâtres qui ouvrent ailleurs, le Madison Square Garden déménage, les commerces ferment et le quartier se dégrade. Le fléau de la drogue s'installe avec ses trafics et la pauvreté ; des personnes âgées dans la précarité y sont légion. Des curés dans les années 1970 essayent d'affronter cette nouvelle réalité en lançant des actions d'aide sociale, d'assistance aux personnes âgées pauvres, ou aux sans domicile fixe. En 1991, l'abbé George Moore, curé de Saint-Malachie, reçoit le Tony Honors for Excellence in Theatre pour ses actions pendant vingt-cinq ans en faveur des défavorisés âgés du quartier, avant de mourir d'un cancer peu après.
Les obsèques de Tennessee Williams y ont lieu en 1983.